# All Time Best: Day 2
Az All Time Best: Day 2 Miyavi japán rockzenész válogatáslemeze, mely 2017. április 5-én jelent meg. Az album Miyavi szólókarrierjének 15. évfordulójára készült. A 2CD+DVD-lemezes változatban az első CD 20, a második 13 dalt tartalmaz, a DVD-n pedig a 2016-os New Beat, New Future turné utolsó koncertjének felvétele látható.

## Számlista
| 1.  | What’s My Name ? - Day 2 mix                                                                                                 |  |  |
| 2.  | Universe - Day 2 mix |  |  |
| 3.  | Ahead of the Light - Day 2 mix                                                                                               |  |  |
| 4.  | 素晴らしきかな、この世界 –What A Wonderful World - Day 2 mix (Szubarasikikana, kono szekai (What a Wonderful World))         |  |  |
| 5.  | Guard You - Day 2 mix |  |  |
| 6.  | Live to Die Another Day -存在証明- (Live to Die Another Day: Szonzai sómei. Új dal; Blade of the Immortal c. film betétdala) |  |  |
| 7.  | What's My Name |  |  |
| 8.  | Survive |  |  |
| 9.  | Torture |  |  |
| 10. | Strong |  |  |
| 11. | Day 1 |  |  |
| 12. | Ahead of the Light |  |  |
| 13. | Horizon |  |  |
| 14. | Secret |  |  |
| 15. | Real? |  |  |
| 16. | Let Go |  |  |
| 17. | The Others |  |  |
| 18. | Afraid to Be Cool |  |  |
| 19. | Fire Bird |  |  |
| 20. | Long Nights |  |  |

| 1.  | ロックの逆襲 -スーパースターの条件- (Rock no gjakusú (superstar no dzsóken))                                                                                             |  |  |
| 2.  | Freedom Fighters -アイスクリーム持った裸足の女神と、機関銃持った裸の王様- (Freedom Fighters (icecream vo otta hadasi no megami to, kikandzsú vo motta hadaka no ószama)) |  |  |
| 3.  | 結婚式の唄 -with BAND ver.- (Kekkonsiki no uta: with band ver.) |  |  |
| 4.  | セニョール セニョーラ セニョリータ (Señor Señora Señorita) |  |  |
| 5.  | 愛しい人（ベタですまん。）-2006 ver.- (Itosii Hito (Beta de szuman): 2006 ver.)                                                                                          |  |  |
| 6.  | Dear my friend -手紙を書くよ- (Dear my friend (Tegami o kaku jo)) |  |  |
| 7.  | 君に願いを (Kimi ni negai vo) |  |  |
| 8.  | We Love You〜世界は君を愛してる〜 (We Love You: Szekai va kimi o aihiteru)                                                                                               |  |  |
| 9.  | Selfish love -愛してくれ、愛してるから- (Selfish love: Aisitekure, aisiterukara)                                                                                         |  |  |
| 10. | 咲き誇る華の様に -Neo Visualizm- (Szakihokoru hana no jó ni: Neo Visualizm)                                                                                              |  |  |
| 11. | 素晴らしきかな、この世界 –What A Wonderful World- (Szubarasikikana, kono szekai: What A Wonderful World)                                                                 |  |  |
| 12. | 陽の光さえ届かないこの場所で feat. SUGIZO (Hi no hikari szae todokanai kono baso de)                                                                                     |  |  |
| 13. | Girls, be ambitious.（インディーズ盤音源） (indie sound) |  |  |